# Testmarkt
Ein Testmarkt ist ein geographisch begrenztes Gebiet, welches nach bestimmten Kriterien ein repräsentatives Abbild des für ein neues Produkt angestrebten Gesamtmarktes darstellt und auf welchem das Produkt getestet wird, um das Einführungsrisiko und die Marktgängigkeit kalkulieren zu können.
Es handelt sich daher hier um primäre Marktforschung. 
Ein Testmarkt muss eine mit dem geplanten Zielmarkt vergleichbare Bevölkerungs-, Wirtschafts-, Wettbewerbs- und Handelsstruktur aufweisen. Dies gilt auch für die Mediastrukturen. Ferner bedarf es einer räumlichen Abgegrenztheit.
Innerhalb des Testmarktes wird das neuentwickelte Produkt unter Einsatz aller geplanten Marketinginstrumente probeweise eingeführt und das Verhalten und die Reaktion der Marktteilnehmer (potentielle Kunden, Mitbewerber) sowie der Erfolg des neuen Produktes durch begleitende Befragungen und/oder Marktbeobachtungen analysiert. Die daraus gewonnenen Erkenntnisse werden auf den Gesamtmarkt übertragen.
Die Größe eines Testmarktes kann beliebig ausgewählt werden, sofern er als repräsentativ für den Gesamtmarkt betrachtet wird. Er kann also eine Stadt, ein Bundesland, eine Region oder ein ganzes Land sein. 

## Beispiele für Testmärkte
In der Geschichte der Marktforschung haben sich manche Gebiete als besonders geeignet für repräsentative Markttests herausgestellt. Beliebte Testmärkte sind bzw. waren Haßloch, Bremen, Berlin, der Rhein-Neckar-Raum und Hessen. Weitere Testmärkte existieren im Saarland, in Luxemburg und in der Schweiz.
Österreich dient einigen Unternehmen als Testmarkt für die Einführung neuer Produkte im gesamten deutschsprachigen Raum bzw. der EU. So bot der Mobilfunkanbieter Hutchison Drei Austria probeweise nur in Österreich flächendeckend Videotelefonie an. Andere Unternehmen stellen ähnliche Szenarien in einzelnen Regionen Deutschlands oder der Schweiz dar.

## Aktuelle Entwicklung
Die traditionelle Form des Testmarktes verliert zunehmend an Bedeutung. Dies liegt zum einen an dem hohen Zeit- und Materialaufwand und zum anderen an den Marktunterwanderungsstrategien von Konkurrenten. Aus Kostengründen wurde neben dem regionalen oder lokalen ein elektronischer Testmarkt entwickelt, der Haushalts- und Handelspanels kombiniert und deutlich kostensparender ist. Aktuelle Tendenzen gehen in die Richtung virtueller bzw. simulierter Testmarkt. Dies sind Computersimulationen, die aus vielen tausend Konsumenten bestehen. Bei der Erstellung eines virtuellen Testmarktes kommen Methoden aus der Künstlichen Intelligenz zum Einsatz. Die technische Basis dafür sind sog. Multiagentensysteme.
Die Vorteile von virtuellen Testmärkten liegen in der schnellen Verfügbarkeit der Testresultate sowie in deren Flexibilität, die es erlaubt, mehr als nur ein Produkt oder eine Dienstleistung zu testen. Hinzu kommen die relativ geringen Kosten im Vergleich zu echten Testmärkten.